# Edith Wolff
Pour les articles homonymes, voir Wolff.
Edith Wolff, alias Ewo, née le 13 avril 1904 à Berlin et morte le 28 janvier 1997 à Haïfa, est une résistante allemande au nazisme.

## Biographie
Edith Wolff est l'aînée de trois sœurs d'une famille chrétienne et juive. En 1925, après son Abitur, elle étudie la philosophie. Elle est membre de l'association juive Blau-Weiss, passe en 1933 du protestantisme au judaïsme pour protester contre les nazis et devenir une pacifiste et sioniste convaincue. Bien qu'elle ne soit plus considérée comme « Mischling au premier degré » selon les lois raciales de Nuremberg mais comme Geltungsjude, elle diffuse anonymement des écrits politiques, a de nombreux contacts avec des juifs persécutés et fournit une aide à l'évasion. Comme sa tante fait disparaître sa carte de membre de la communauté juive, elle peut agir relativement sans être inquiétée.
Grâce à Recha Freier, Edith Wolff entre dans la jeunesse Alyah et fait la connaissance de Jizchak Schwersenz. Lorsque les premières déportations commencent à Berlin en 1941, elle fait de fausses cartes de nourriture et d'identité pour permettre aux Juifs de fuir ou de se cacher.
Le 27 février 1943, Edith Wolff et Jizchak Schwersenz fondent le groupe de jeunes sionistes clandestins Chug Chaluzi (de). Ce groupe connu dans toute l'Allemagne aide pendant plus d'un an les Juifs persécutés à s'enfuir. Sur les 40 enfants de l'école Alyah, cachés par Chug Chaluzi, 33 ont pu être sauvés de cette façon.
Quand Edith Wolff est arrêtée par la Gestapo le 19 juillet 1943, elle parvient à dissimuler ses relations, mais est condamnée à deux ans de prison pour « avoir favorisé les Juifs », distribué des tickets de rationnement à des Juifs. Elle survit à son internement dans 18 prisons et camps de concentration comme Dachau et Ravensbrück.
En 1950, Edith Wolff s'établit en Suisse puis en 1954 elle émigre avec Schwersenz en Israël. Elle travaille au mémorial de Yad Vashem puis s'implique dans l'entente judéo-arabe.